# L'imboscata (film 1950)
L'imboscata (Ambush) è un film del 1950 diretto da Sam Wood.

## Trama
Una guida indiana, di scorta ad una carovana che attraversa l'Arizona con il pericolo degli Apache, si comporta da prode e conquista il cuore della bella dal viso pallido.